# イオン大宮店
イオン大宮店（イオンおおみやてん）は、埼玉県さいたま市北区に所在する、イオンリテール株式会社運営のGMS（総合スーパー）である。

## 概要
大宮市時代の2000年（平成12年）10月21日にマイカルが運営する「大宮サティ」として開業。
開業時点では半径2 km以内に12店の食品スーパーが存在する地域だったことから比較的大規模な食料品売り場を配置し、同じく開業時点では大規模なフードコートやシネマコンプレックス、家電量販店などを併設した。
近隣には2004年（平成16年）4月28日にイトーヨーカドー大宮宮原店を核店舗とするステラタウンほか、同年9月17日にはさいたま新都心駅にライフさいたま新都心店を核店舗とするコクーン新都心（現：コクーンシティ・コクーン1） 、同年12月15日にはイオン与野ショッピングセンター（現：イオンモール与野）と相次いで近隣に競合する大型ショッピングセンターが開業しており、競合が激化している。
2006年（平成18年）6月23日に日本リテールファンド投資法人（現・日本都市ファンド投資法人）が当施設の不動産信託受益権を約61.33億円で取得した
が、2015年（平成27年）10月15日に合同会社ダブルオーファイブに約57.72億円で売却した。
2011年（平成23年）3月1日に運営会社のマイカルがイオンリテールに吸収合併されたことに伴い、現名称に変更された。なお、市内の西区には「ジャスコ大宮店」も営業していたが、同日に「イオン大宮西店」に店名変更した後、2024年（令和6年）10月31日に建て替えのため閉店した。
2024年より食品売場など中心にリニューアル工事が行われている。

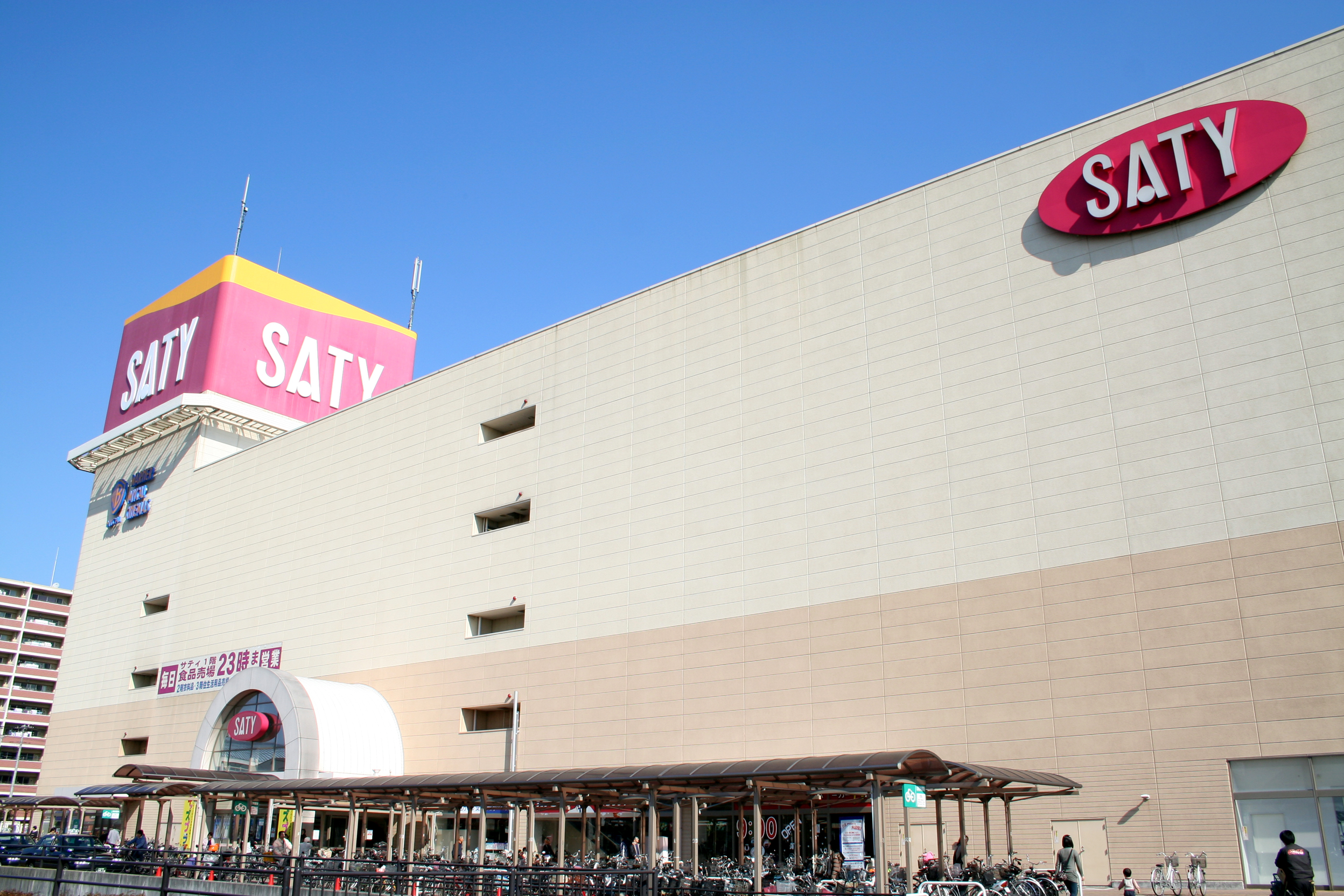
旧大宮サティ時代の外観
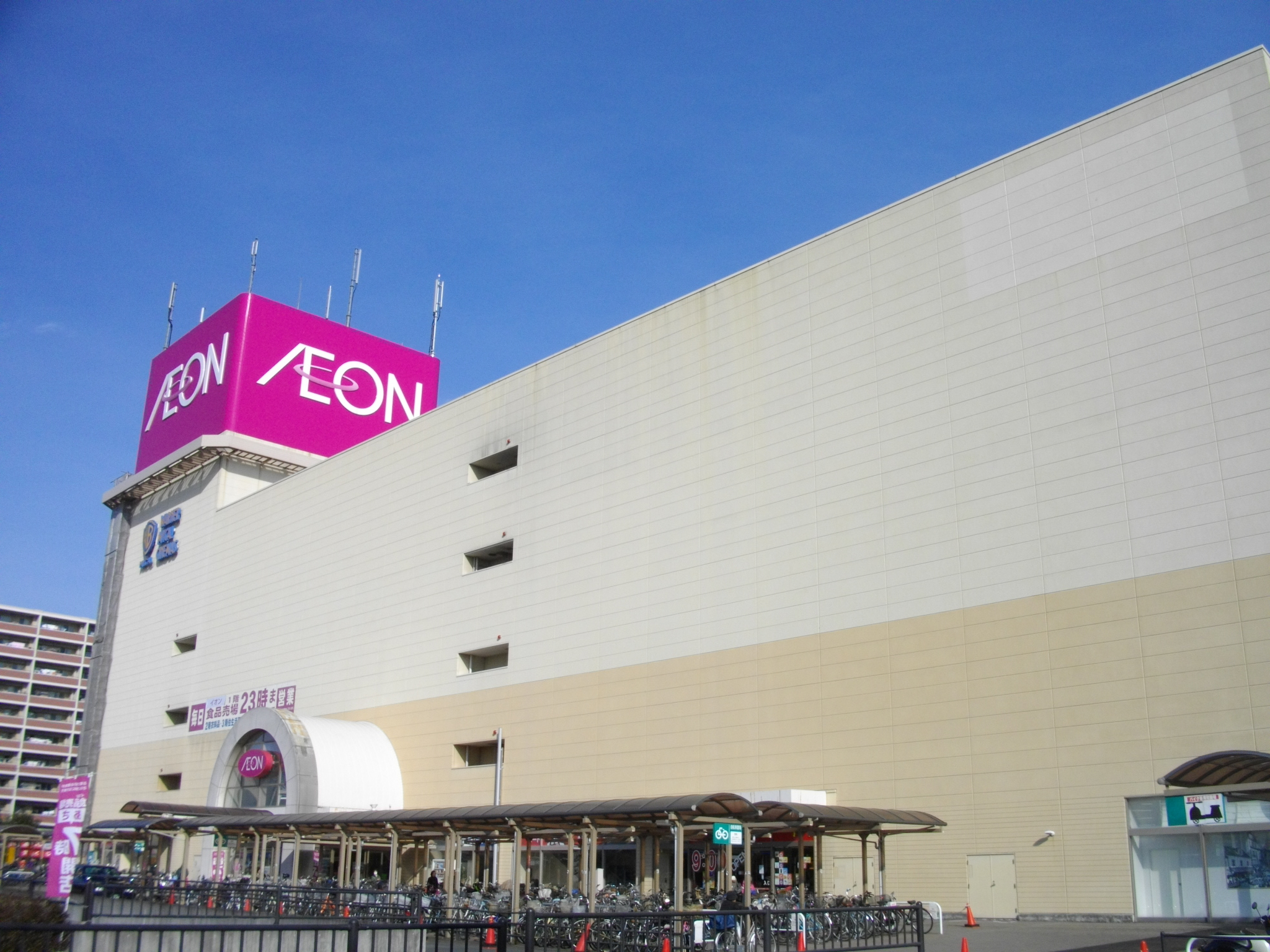
外壁塗り替え前の外観
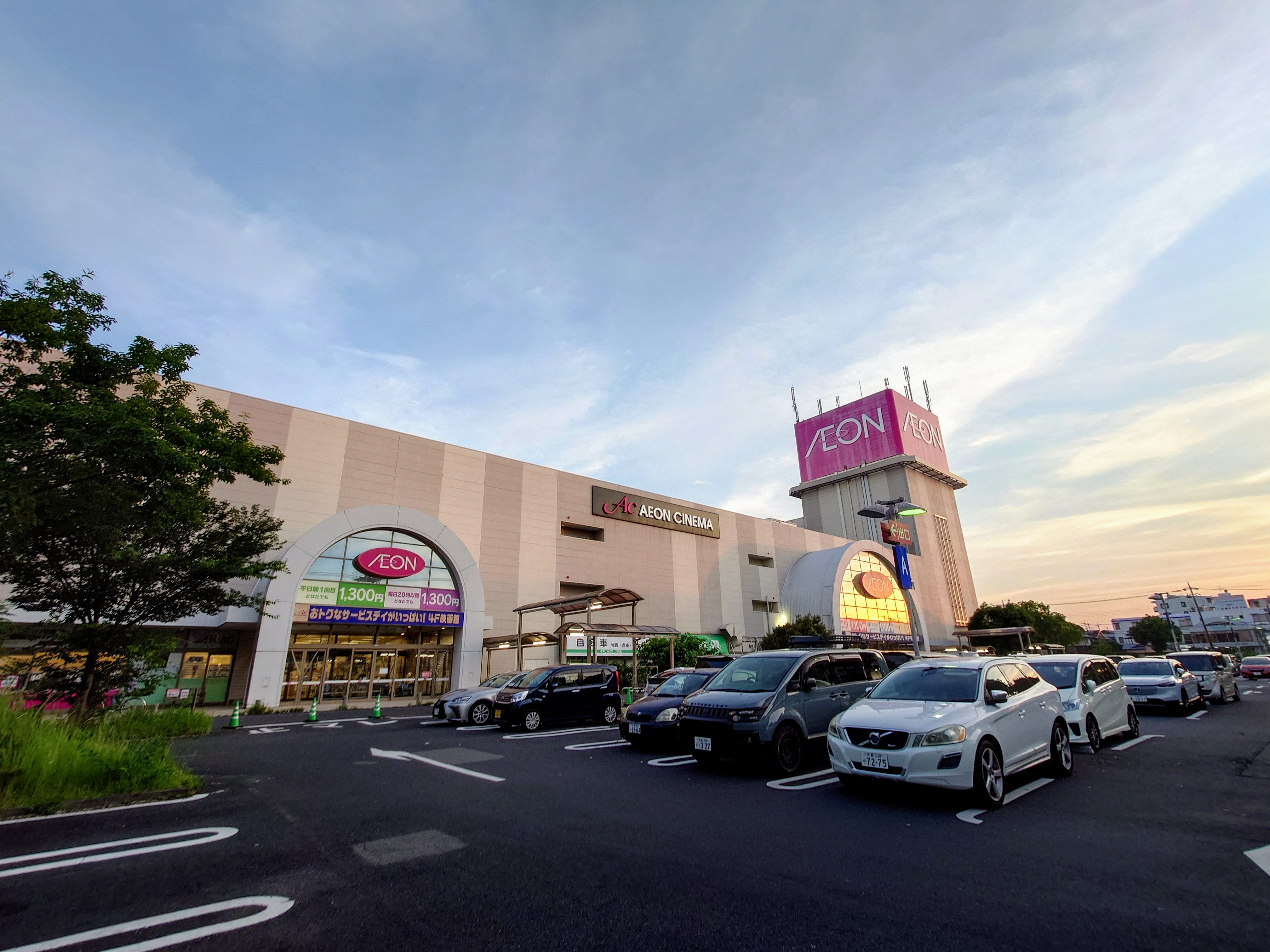
外壁塗装変更後
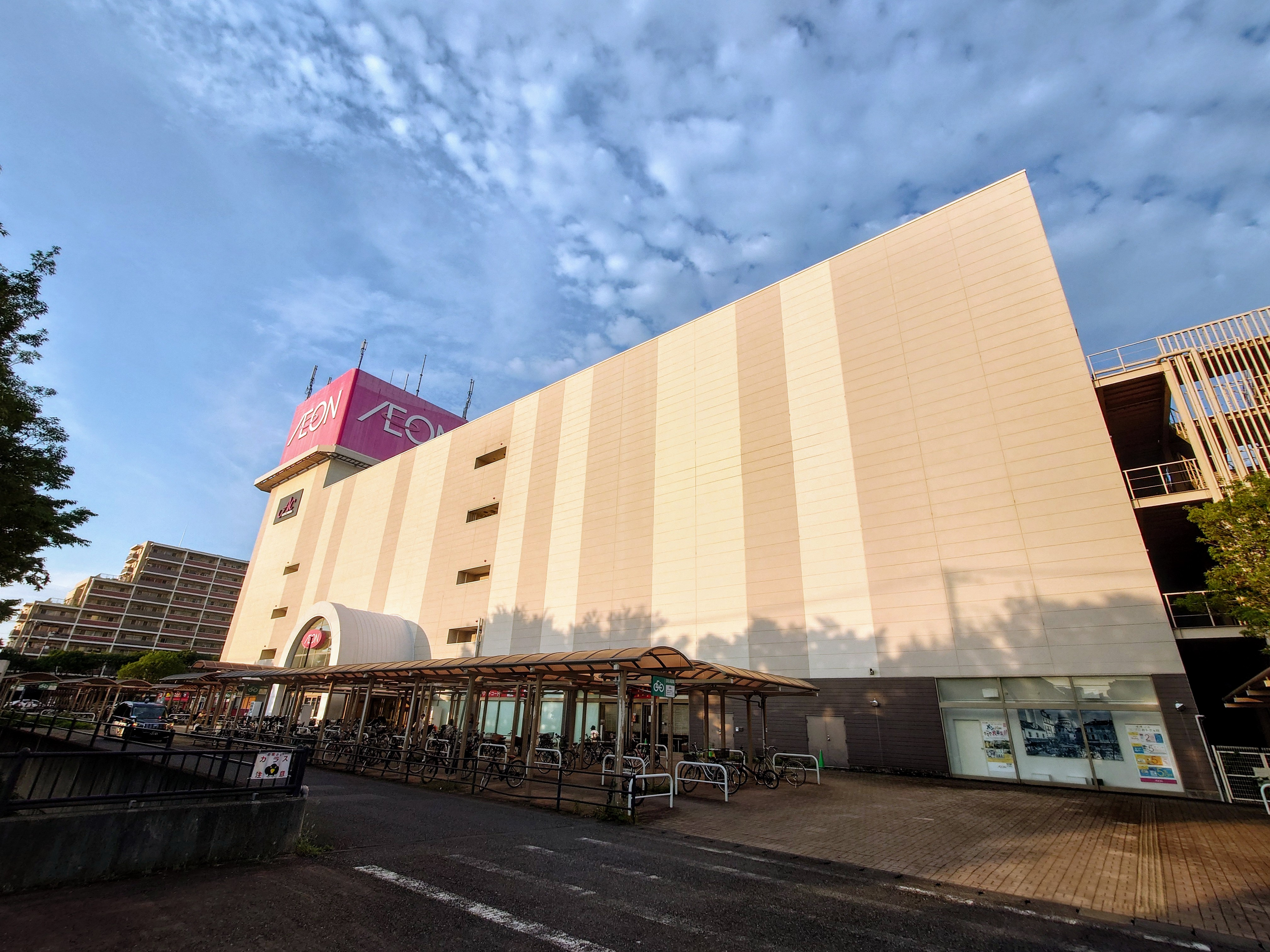
外壁塗装変更後

## 主なテナント
- マクドナルド（1F）
- サイゼリヤ（1F）
- リンガーハット（1F・）
- はなまるうどん（1F）
- はま寿司（1F）
- サーティワンアイスクリーム（1F）
- ケンタッキーフライドチキン（1F）
- キャンドゥ（2F）
- モーリーファンタジー（3F）
- ペテモ（3F）
- 未来屋書店（3F）
- ASBEE（2F）

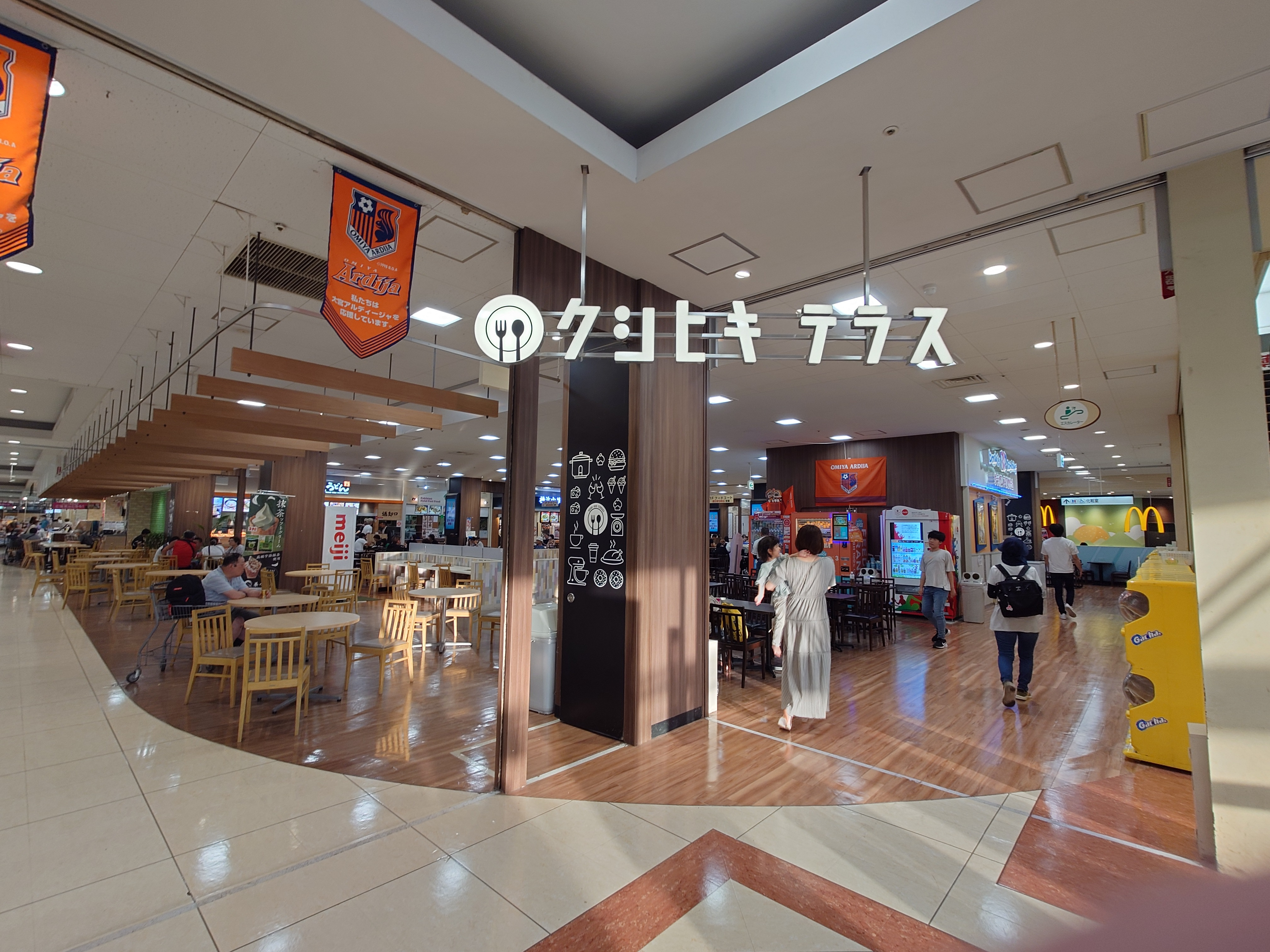
フードコート「クシヒキテラス」

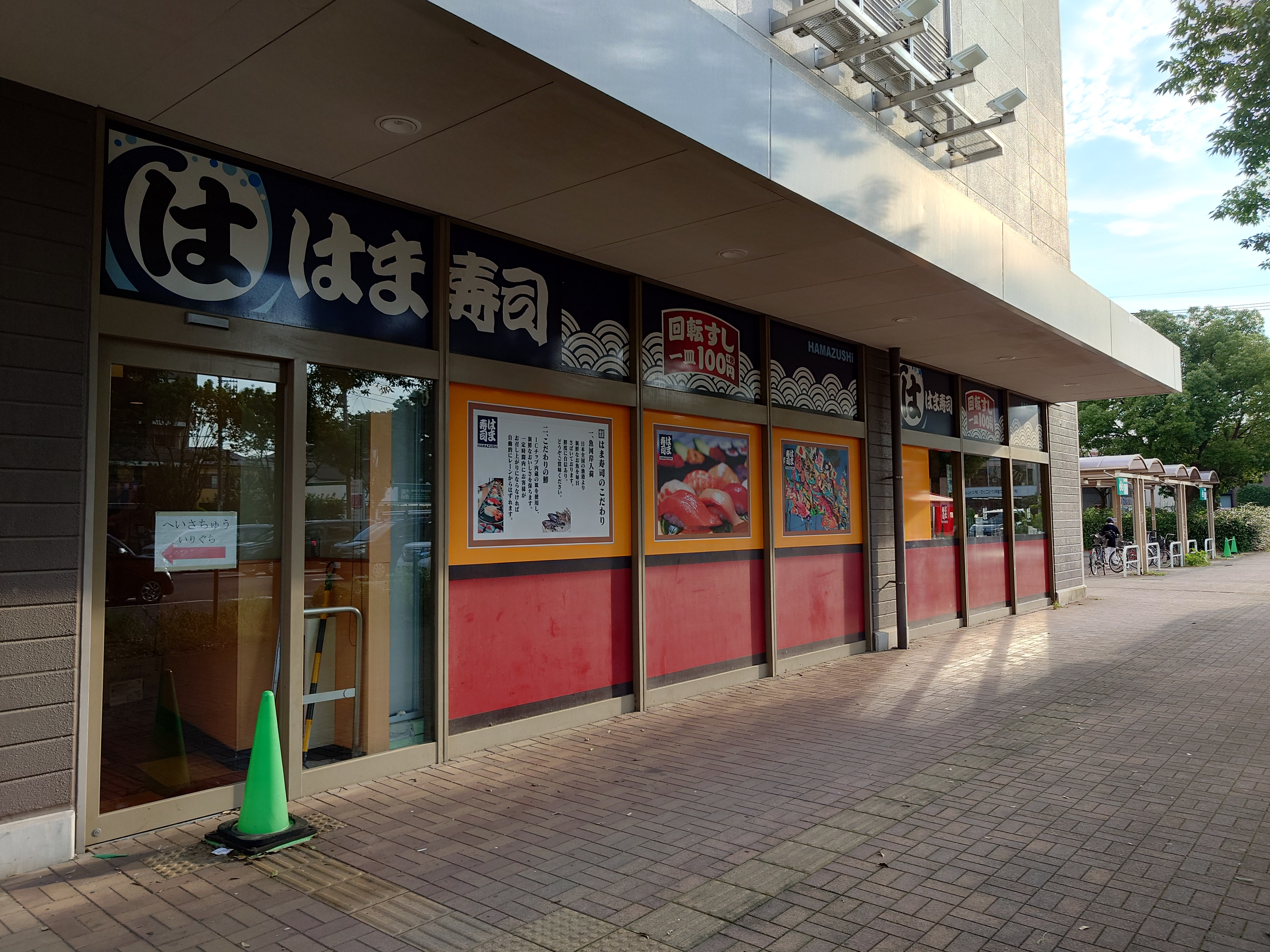
はま寿司イオン大宮店

詳細は公式ウェブサイト内「フロアガイド」を参照。

### イオンシネマ大宮（4F）

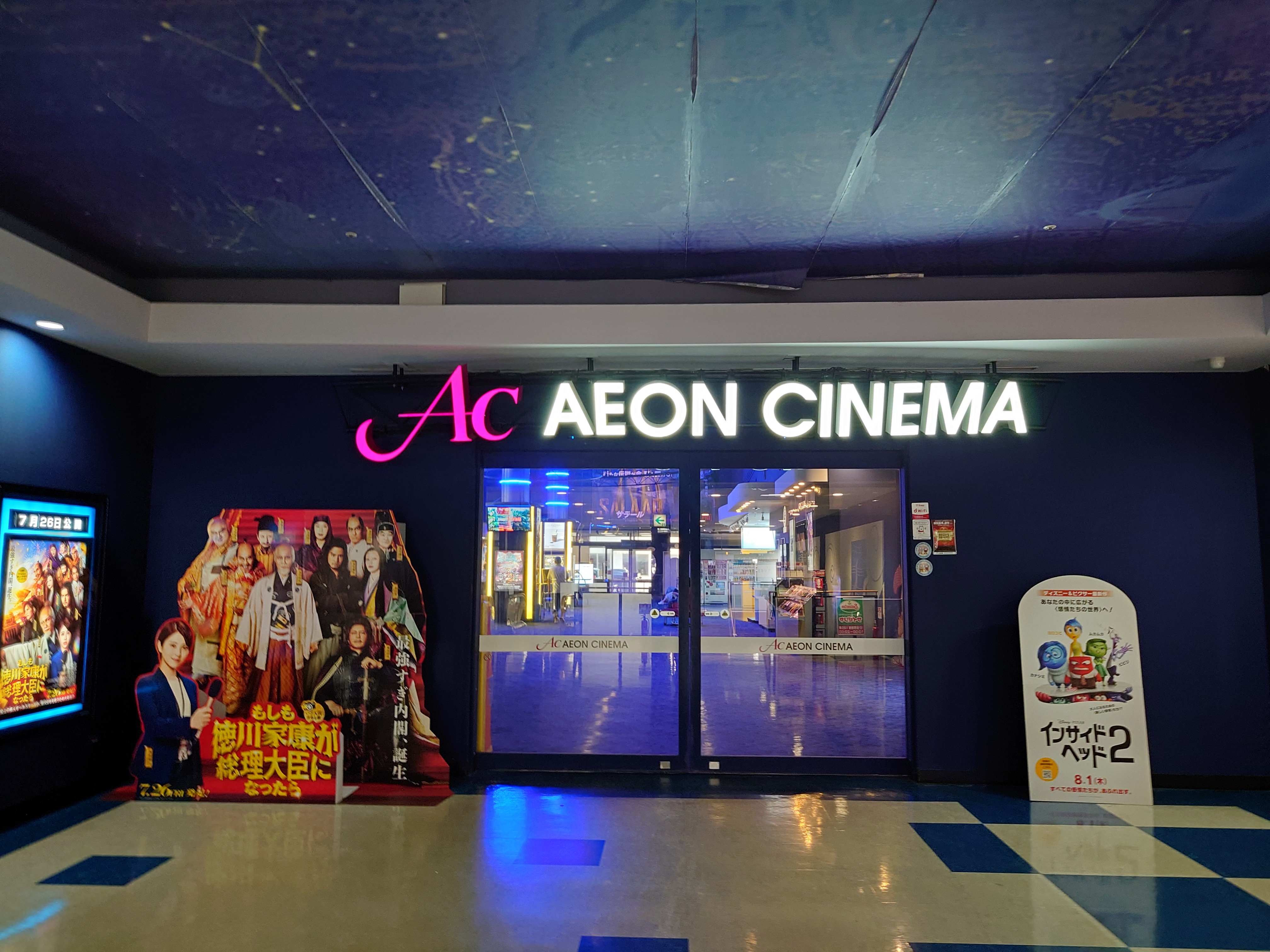
2024年7月撮影

ワーナー・マイカル・シネマズ大宮として開業。8スクリーン、1770席を擁する。2013年7月1日に運営会社のワーナー・マイカルがイオンシネマズと統合したことに伴い、現名称となった。
| No. | 座席数 | 座席数 | 座席数 | 3D | 備考                                             |
| No. | 通常   | 車椅子 | 合計   | 3D | 備考                                             |
| --- | ------ | ------ | ------ | -- | ------------------------------------------------ |
| 1   | 471    | 4      | 475    | ○  | - THX認定スクリーン - ハイフレームレート上映対応 |
| 2   | 124    | 2      | 126    |    |                                                  |
| 3   | 213    | 2      | 215    | ○  |                                                  |
| 4   | 213    | 2      | 215    |    |                                                  |
| 5   | 124    | 2      | 126    |    |                                                  |
| 6   | 313    | 2      | 315    |    |                                                  |
| 7   | 141    | 2      | 143    |    |                                                  |
| 8   | 153    | 2      | 155    | ○  |                                                  |

## 備考
東急車輛製造（現：総合車両製作所）埼玉製作所（旧：東邦特殊自動車工業）は1999年（平成11年）9月に閉鎖している。

## アクセス
- 日進駅から徒歩15分程度。
- 鉄道博物館駅から徒歩20分程度。
- 大宮駅西口などから東武バスウエスト上尾平方線で、日進公園バス停から日進中学校方向へ徒歩6分程度。
  - シティハイツ三橋線の櫛引バス停から徒歩10分程度。